# Ford Dabney
Ford Thompson Dabney (* 15. März 1883 in Washington, D.C.; † 21. Juni 1958 in New York) war ein US-amerikanischer Pianist, Komponist und Arrangeur, der zu den erfolgreichsten afroamerikanischen Bandleadern und Komponisten der 1910er-Jahre gehörte.

## Leben und Wirken

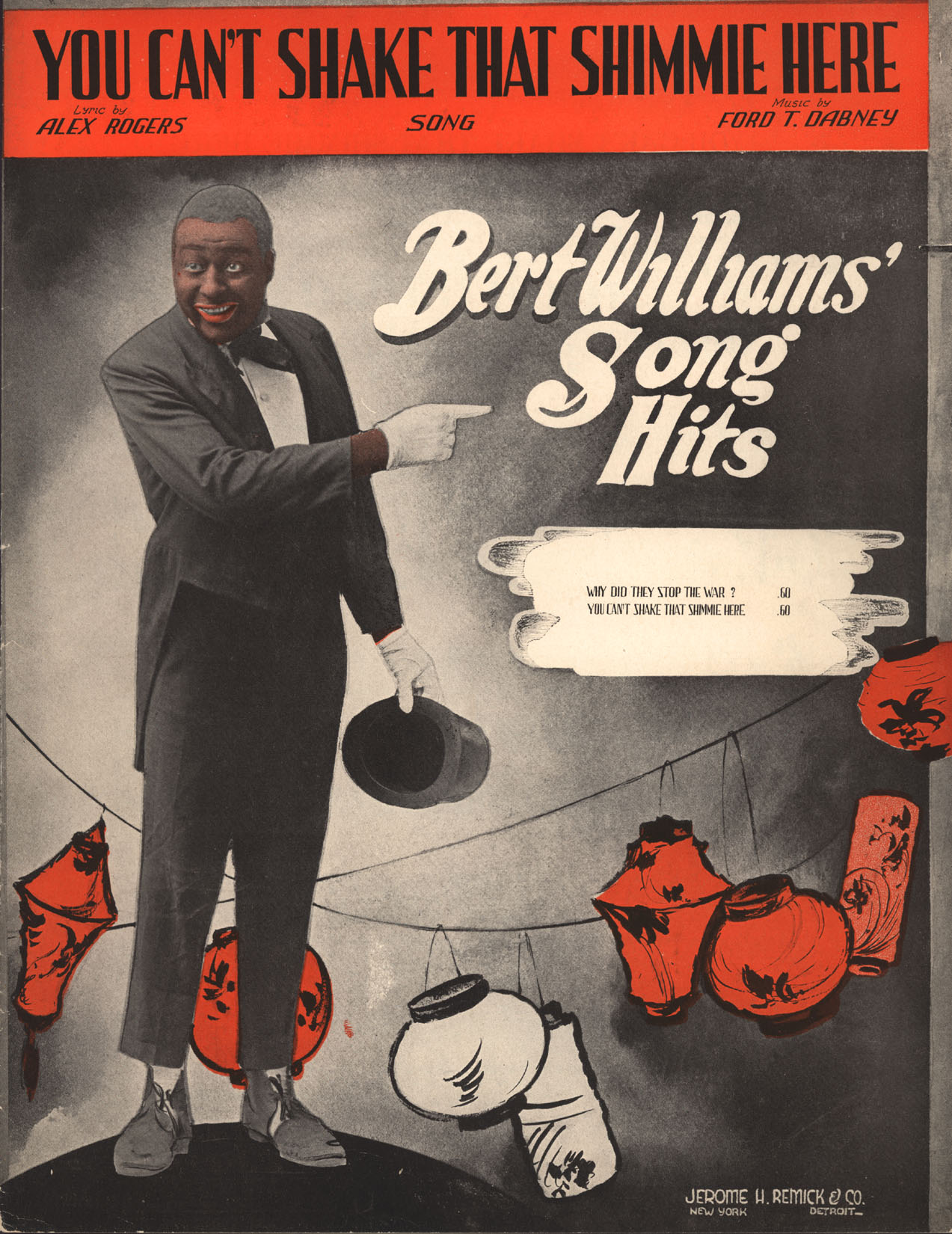
Sheet Music Cover (1919) von You Can’t Shake That Shimmie Here, geschrieben von Ford Dabney und Alex Rogers für den Sänger und Entertainer Bert Williams.

Dabneys Vater war der aus Virginia stammende Bestattungsunternehmer James H. Dabney, bei dem der junge Ford aufwuchs, nachdem sich die Eltern getrennt hatten. Er besuchte die Armstrong Manual Training School in Washington und sang im Kirchenchor. Seine musikalische Ausbildung erhielt er von seinem Vater und seinem Onkel Wendell Phillips Dabney (1865–1952). Mit 18 Jahren hatte er erste Auftritte, u. a. als Solist in der Kongressbibliothek. Ab Ende 1902 setzte er seine Ausbildung in New York in Komposition fort; von 1904 bis 1907 war er als Musiker für den Präsidenten von Haiti Nord Alexis tätig, für den er den „Haitian Rag“ schrieb. Nach seiner Rückkehr in die Vereinigten Staaten tourte er mit Vaudeville-Künstlern.
Dabney komponierte mehrere Rags wie „Anoma“ (1910), u. a. den Song „Shine“ (1910), zu dem Cecil Mack und Lew Brown den Text schrieben. Der Song (der ursprünglich „That’s Why They Call Me Shine“ hieß) wurde in späteren Jahren u. a. auch von Louis Armstrong, Count Basie, Sidney Bechet, Bing Crosby, Ella Fitzgerald, Frankie Laine und Django Reinhardt gecovert und war Teil der Filmmusik von Casablanca (1942). In den 1910er-Jahren nahm er mit eigenen Formationen über fünfzig Plattentitel auf, meist populäre Tin-Pan-Alley-Nummern und Novelty Songs; 1917 spielte er mit seiner Band, Ford Dabney’s Syncopated Orchestra, auch einige Jazz-orientierte Titel (wie Darkdown Strutter’s Ball) ein, an denen auch der Sänger Arthur Fields mitwirkte; von 1919 bis 1922 entstanden weitere Aufnahmen für Vocalion und Paramount Records.
Dabney schrieb außerdem „That Minor Strain“, „Oh! You Angel“, „Georgia Grind“, „Porto Rico“ und „The Castle Walk“; er war kurzzeitig 1911/12 Theaterbesitzer, allerdings wenig erfolgreich. Des Weiteren arbeitete er als Komponist mit dem Bandleader James Reese Europe zusammen, mit dem er den Clef Club gründete, außerdem war er für Florenz Ziegfeld (Midnight Frolic, 1915) tätig. 1920 wurde er von den Broadway-Theaterleitern entlassen; Mitte der 1920er-Jahre ließ sein Erfolg nach, da er wenig Interesse daran hatte, sich dem aktuellen Jazz zu öffnen. In den 1930ern und 40er-Jahren arbeitete er weiterhin in der New Yorker Musikszene, u. a. als Berater für den Musikfilm Stormy Weather (1943).